# Málikovský mazhab

Málikovský madhab (smaragdově zelená)

Málikovský mazhab je jednou z právních škol islámu. Zakladatelem je Málik bin Anas (zemřel 795). Ve spise Al-Muwattá shromáždil velké množství tradic. Opírá se o hadíthy a istisláh, tj. právo na vlastní názor. Málikovský mazhab převládl v muslimském Španělsku a dodnes má výsadní postavení v Maghribu a západních zemích subsaharské Afriky.
Málikovský mazhab (jinak také madhab) je jednou ze čtyř hlavních právních škol sunnitského islámu. Mezi africkými muslimy výrazně dominuje. Autorita zdrojů, ze kterých tato právní škola čerpá, je hierarchicky uspořádána následovně: 1. Korán, 2. hadíthy, 3. konsenzus věřících v Medíně (´Amal), konsenzus Mohamedových společníků (Sahabah), nakonec názor jednotlivce Mohamedových společníků, 4. Qiyas – analogie umožňující aplikovat nové skutečnosti podle starých norem, 5. Istislah – orientace na blaho muslimů, 6. Urf – zvyk věřících v celém muslimské světě. Autorita je sestupná, nejvyšší valenci má vždy Korán.